# Vallée Latrobe
Pour les articles homonymes, voir La Trobe.

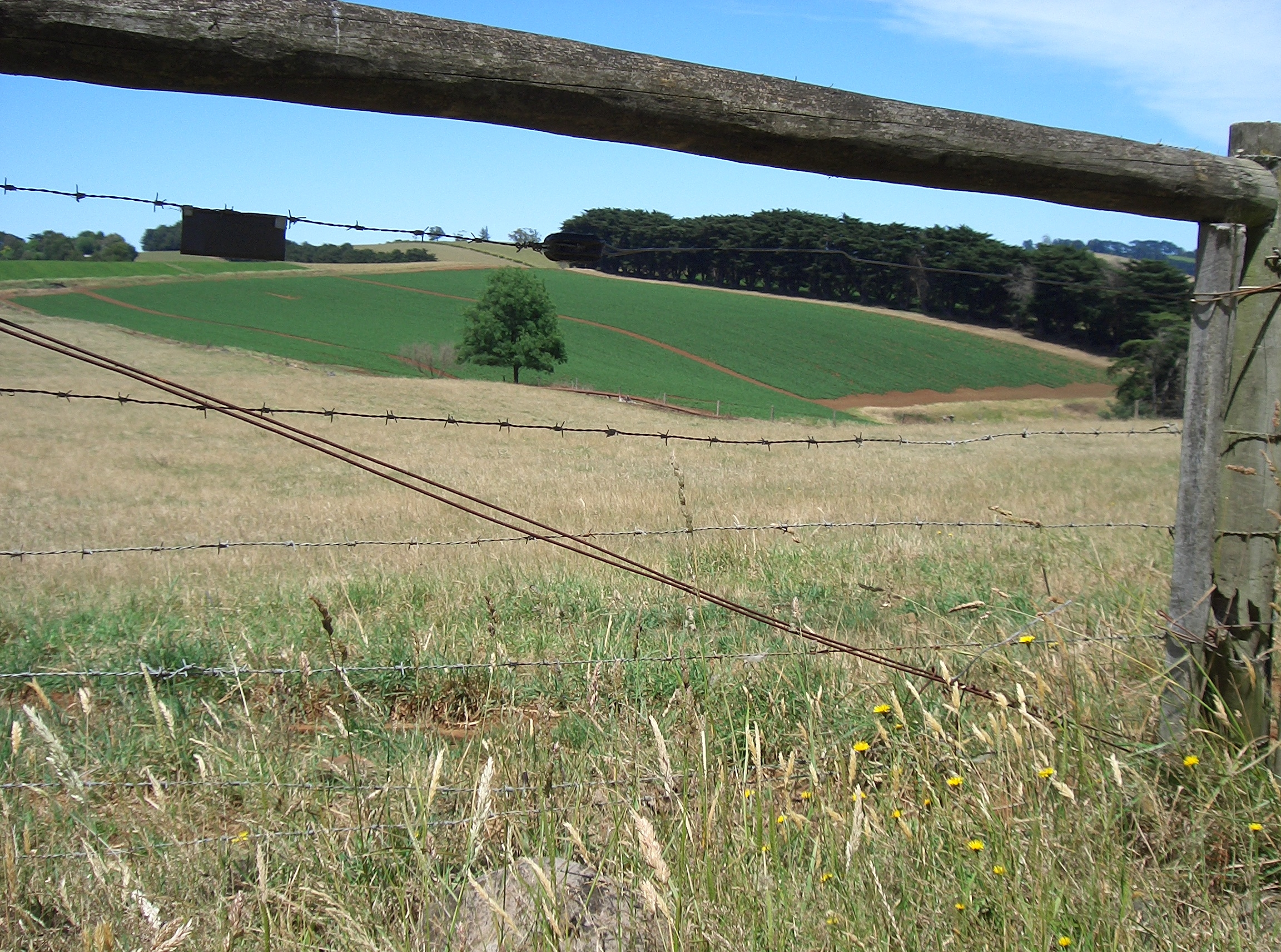
Champ de pommes de terre du Gippsland

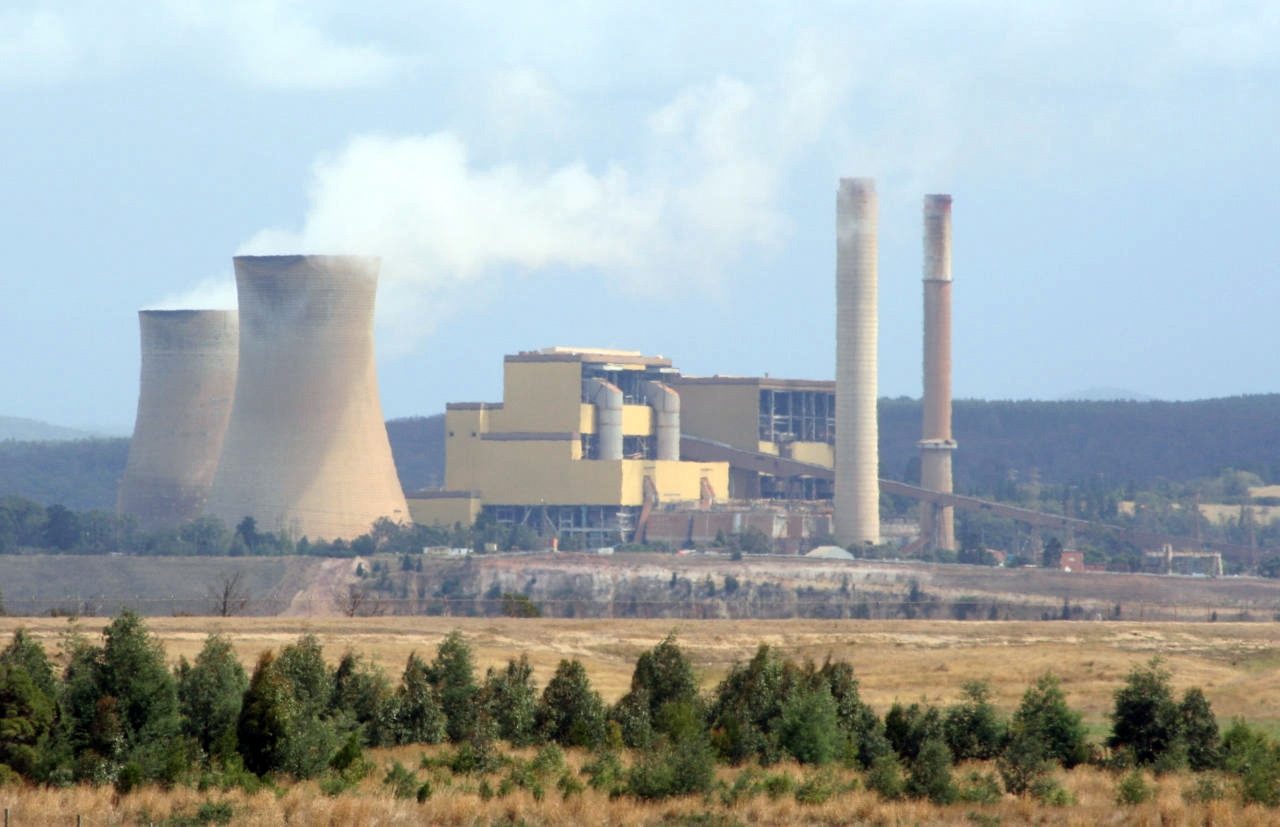
Centrale électrique dans la vallée Latrobe

La vallée Latrobe est située dans l'État de Victoria en Australie.
Cette vallée s'étend le long de la Cordillère australienne vers les Alpes australiennes. La rivière Latrobe, qui a donné son nom à la vallée, coule en son milieu.
Le nom de Latrobe rappelle l'homme politique Charles de La Trobe, d'origine huguenote et premier gouverneur de l'État de Victoria.
La vallée est connue pour sa richesse minière en lignite.
Des fermes agricoles laitières et bovines parsèment la vallée et la production de pommes de terre du Gippsland alimente l'ensemble de l'Australie.
Quelques villes sont situées dans cette vallée : Moe, Morwell et Traralgon. 
La vallée Latrobe fournit 85 % de l'énergie électrique de l'État de Victoria, au moyen de plusieurs centrales installées sur la rivière Latrobe.